# Син (телесеріал)
«Син» (англ. The Son) — американський драматичний телесеріал, заснований на однойменному романі американського письменника Філіпа Маєра. Замовлено 10 епізодів. Прем'єра відбулась 8 квітня 2017 року на телеканалі AMC.
12 травня 2017 року серіал був продовжений на другий сезон.Сюжет
Масштабний епос про три поколіннях сім'ї Маккалоу в Техасі.

## Акторський склад
- Пірс Броснан — Ілай Маккалоу
- Генрі Ґаррет[en] — Піт Маккалоу
- Зан Маккларнон — Тошауєй
- Джес Вейкслер — Саллі Маккалоу
- Паола Нуньєс — Марія Гарсія
- Елізабет Френсіс — Квітка Прерій
- Сідні Лукас — Джинни Маккалоу

## Виробництво
Спочатку планувалось, що головну роль зіграє Сем Нілл, однак через особисті обставини він відмовився від участі. Його замінив Пірс Броснан. Зйомки почалися у червні 2016 року.

## Епізоди

### Сезон 1 (2017)
| № серії (загалом) | № серії (в сезоні) | Назва серії                                | Режисер(и)        | Сценарист(и)                                            | Оригінальна дата показу | Глядачів в США (млн) |
| --- | ------------------ | ------------------------------------------ | ----------------- | ------------------------------------------------------- | ----------------------- | -------------------- |
| 1 | 1                  | «Перший син Техаса» «First Son of Texas»   | Том Харпер        | Телесценарій: Філіп Маєр, Брайан Макгріві та Лі Шипмен  | 8 квітня 2017           | 1,92                 |
| В 1849 році індіанці команчі захоплюють в полон юного Ілая Маккалоу і його брата Мартіна, а інших членів сім'ї убивають. Мартін не бажає підкорятися загарбникам, і команчі убивають його на очах у Ілая. В 1915 році Ілай у віці і його син Піт готуються до святкування дня народження Ілая, намагаючись при цьому розібратися із злодіями худоби та бандою нападників на нафтові вежі. |                    |                                            |                   |                                                         |                         |                      |
| 2 | 2                  | «Сливове дерево» «The Plum Tree»           | Кевін Даулінг     | Телесценарій: Деніел Сі Конноллі                        | 8 квітня 2017           | 1,92                 |
| 3 | 3                  | «Друга імперія» «Second Empire»            | Кевін Даулінг     | Телесценарій: Кевін Мерфі і Кемі Делавін                | 15 квітня 2017          | 1,55                 |
| 4 | 4                  | «Пісня смерті» «Death Song»                | Олатунде Осунсамі | Телесценарій: Сміт Хендерсон і Філіпп Маєр              | 22 квітня 2017          | 1,39                 |
| 5 | 5                  | «Полонених не брати» «No Prisoners»        | Олатунде Осунсамі | Телесценарій: Браян Макгріві і Лі Шіпмен                | 29 квітня 2017          | 1,21                 |
| 6 | 6                  | «Миливець на бізонів» «The Buffalo Hunter» | Джеремі Вебб      | Телесценарій: Джулія Рачман                             | 6 травня 2017           | 1,30                 |
| 7 | 7                  | «Шлюбні узи» «Marriage Bond»               | Джеремі Вебб      | Телесценарій: Кевин Мерфі та Джулія Рачман              | 13 травня 2017          | 1,17                 |
| 8 | 8                  | «Полювання за медом» «Honey Hunt»          | Джон Девід Коулз  | Телесценарій: Деніел Сі Конноллі                        | 20 травня 2017          | 1,26                 |
| 9 | 9                  | «Пророцтво» «The Prophecy»                 | Том Вон           | Телесценарій: Джулія Рачман                             | 27 травня 2017          | 1,06                 |
| 10 | 10                 | «Скальпи» «Scalps»                         | Том Вон           | Телесценарій: Філіп Маєр, Брайан Макгріві и Кевін Мерфі | 3 червня 2017           | 1,16                 |